# Toyota Center
Toyota Center is een indoor-sportstadion gelegen in Houston. Vaste bespelers zijn de Houston Rockets (basketbal) en de Houston Aeros (ijshockey). Van 2004 tot 2007 speelde ook de Houston Comets (damesbasketbal) in het stadion. Het stadion is vernoemd naar het Japanse automerk Toyota; het bedrijf heeft $100 miljoen betaald voor de naamrechten voor 20 jaar. Het Toyota-logo is op het dak van het stadion aangebracht en is op satellietfoto's in Google Maps en Google Earth goed zichtbaar.